# جورج بينز
جورج بينز (بالإنجليزية: George Binns)‏ هو فنان وشاعر نيوزيلندي، ولد في 6 ديسمبر 1815، وتوفي في 5 أبريل 1847.